# Göran Axelsson
Göran Axelsson, född 17 april 1939, är en svensk före detta idrottsman (långdistanslöpare). Han tävlade för Upsala IF.
Axelsson vann SM-guld på 5 000 m år 1963 och 1964.